# Димитриос Пазис
Димитриос Пазис (на гръцки: Δημήτριος Πάζης) e гръцки лекар и политик, деец на Гръцката въоръжена пропаганда в Македония.

## Биография
Пазис е роден в 1873 година в българо-влашкото сярско градче Долна Джумая. Учи медицина в Атинския университет. Като студент в 1897 година е доброволец в Гръцко-турската война. Работи като лекар в Долна Джумая и на Крит. В началото на XX век служи на гръцкия революционен комитет и изпълнява тайни мисии. Член е на Македонската Филики етерия. В 1908 година е осъден задочно на смърт от военен съд в Солун. През Балканските войни отново е доброволец като военен лекар в гръцката армия.
След като Долна Джумая попада в Гърция в 1913 година Пазис е неговият пръв кмет.
На изборите от 13 май 1915 година става депутат от венизелистката Либерална партия и е избран за заместник-председател на парламента. В 1916 година участва в Движението за Национална отбрана и е сред седмината, подписали „Демократичния манифест“ на Анастасиос Папанастасиу. Осъден е на 3 години на процеса от Ламия. Освободен е след революцията от 22. Пазис се бори за експроприация и преразпределение на земята в Македония и Тесалия под лозунга „земята на тези, която я обработват“.
В 1924 година Пазис става министър на здравеопазването в първото правителство на Папанастасиу и сенатор от 1929 година до закриването на Сената на 1 април 1935 г. Носител е на ордена на Спасителя. Името му носи улица в Сяр.